# 郧州
郧州，一作䢵州。南北朝时北周设立的州。
周静帝大象元年（579年），安州改为郧州，治所在安陆郡安陆县（今湖北省安陆市府城街道）。下辖安陆郡、城阳郡、曲陵郡。安陆郡下辖安陆县、吉阳县，城阳郡下辖云梦县、应城县、浮城县，曲陵郡下辖曲陵县。辖境相当今湖北省安陆市、云梦县、孝感市一带。不久复名安州。